# 回风街道
回风街道，是中华人民共和国四川省巴中市巴州区下辖的一个乡镇级行政单位。2011年，将平梁乡的新华、陇桥2个社区和八王、玉皇庙、仙人洞3个村所属行政区域划归回风街道办事处管辖。将回风街道办事处的佛阳、南坝2个社区和西龛村所属行政区域划归西城街道办事处管辖。

## 行政区划
回风街道下辖以下地区：
回风社区、龙舌坝社区、大佛寺村、大溪村、西华村、盘兴村、陇桥社区、新华社区、玉皇庙村、八王村、仙人洞村、大柏林村、三凤山村、白鹤山村和印合垭村。